# 964
El 964 (CMLXIV) fou un any de traspàs començat en divendres del calendari julià.

## Esdeveniments
- Benet V és escollit papa però deposat el mateix any
- S'escriu el primer text en castellà

## Naixements
- Garcia III Sanxes II de Navarra, rei de Navarra i comte d'Aragó

## Necrològiques
- Papa Joan XII